# Stanisław Rosicki
Stanisław Rosicki (ur. 14 stycznia 1889, zm. ?) – polski prawnik i urzędnik konsularny.
Po obronie pracy doktorskiej z zakresu prawa wstąpił do polskiej służby zagranicznej, pełniąc m.in. funkcję - pracownika konsulatu generalnego w Nowym Jorku (1919-1921), konsulatu w Detroit (1921), ponownie konsulatu generalnego w Nowym Jorku (1921-1926), kier. konsulatu w Buffalo (1926-1929), radcy Komisariatu Generalnego w Gdańsku (1929-1930), radcy/z-cy nacz. w Departamencie Konsularnym Ministerstwa Spraw Zagranicznych (1930-1933), kier. konsulatu w Rydze (1933-1936).